# François-Joseph Dewandre
François-Joseph Dewandre (Luik, 4 september 1758 - Luik, 29 juni 1835) was een 18e en 19e-eeuwse beeldhouwer, die voornamelijk actief was in het (voormalige) prinsbisdom Luik. Hij kan zowel worden gerekend tot de late barokbeeldhouwers van het prinsbisdom Luik als tot de neoclassicistische beeldhouwers van achtereenvolgens de Franse Nederlanden, het Verenigd Koninkrijk der Nederlanden en het jonge koninkrijk België. In de woelige tijden na de Franse en Luikse Revolutie werkte hij echter meer als leraar en ambtenaar dan als scheppend kunstenaar.

## Biografie
Over het leven van François-Joseph Dewandre zijn maar weinig details bekend. Hij werd in 1758 in Luik geboren als zoon van Henri-Joseph Dewandre en Anne-Dieudonnée Delvigne. Zijn kunstzinnige vorming ontving hij gedurende twee jaar in het atelier van de Luikse schilder, beeldhouwer en architect Jean Latour en daarna bij Guillaume Évrard (1709-1793). Rond zijn twintigste maakte hij een studiereis naar Rome, zoals gebruikelijk was in die tijd voor een kunstzinnig aangelegde jongeman. In 1783 won hij de prix de Rome voor beeldhouwkunst. Pas in 1784 keerde hij terug naar Luik, waar hij meteen de eervolle opdracht kreeg om het grafmonument voor prins-bisschop Franciscus Karel de Velbrück in de Sint-Lambertuskathedraal te beeldhouwen. Andere opdrachtgevers waren de in Maastricht en Alden Biesen residerende landcommandeur van de Duitse Orde, baron Franz von Reischach, en de familie De Marchant et d'Ansembourg.
Na de komst van de Fransen in 1794 was hij enige tijd betrokken bij het catalogiseren van kunstwerken in geseculariseerde Luikse kapittelkerken en kloosters om te voorkomen dat deze zouden worden geveild. Daarna volgde hij Leonard Defrance op als tekenleraar aan de École centrale. Vanaf 1800, tijdens de Franse tijd, was hij enkele jaren vice-burgemeester van Luik. In 1805 stelt hij voor een theater te bouwen op de Place Saint-Lambert, waar dan nog enkele restanten van de vernielde Sint-Lambertuskathedraal staan. Ook ontwierp hij in deze periode enkele altaren voor Luikse kerken.
Vanaf 1817 was hij directeur van de Koninklijke Tekenacademie in Luik, net zoals zijn oude leermeester Guillaume Évrard. De eveneens in Luik geboren beeldhouwer Eugène Simonis was een leerling van Dewandre. Met zijn echtgenote Marie-Catherine Beckoz had hij drie kinderen, waaronder jurist en politicus Henri Dewandre en magistraat Barthélemy-François Dewandre.

## Werken
- Terracottareliëf De Droom van Apollo (1782), voorheen in de collectie van het Musée de l'Art Wallon, thans Museum voor Schone Kunsten, Luik.[1]
- Marmeren borstbeeld van Marcus Aurelius (1784), voorheen in het provinciehuis, thans in het Museum voor Schone Kunsten, Luik.[1]
- Monument voor prins-bisschop Franciscus Karel de Velbrück (na 1784), oorspronkelijk in de Sint-Lambertuskathedraal, later verplaatst naar de kloostergang van de Sint-Pauluskathedraal in Luik.[2]
- Zijaltaar (ca. 1800-'10) in de Sint-Pauluskathedraal in Luik.[1]
- Marmeren altaar, oorspronkelijk in de Sint-Pauluskathedraal, vanaf 1873 in de Sint-Margarethakerk in Luik.[1]

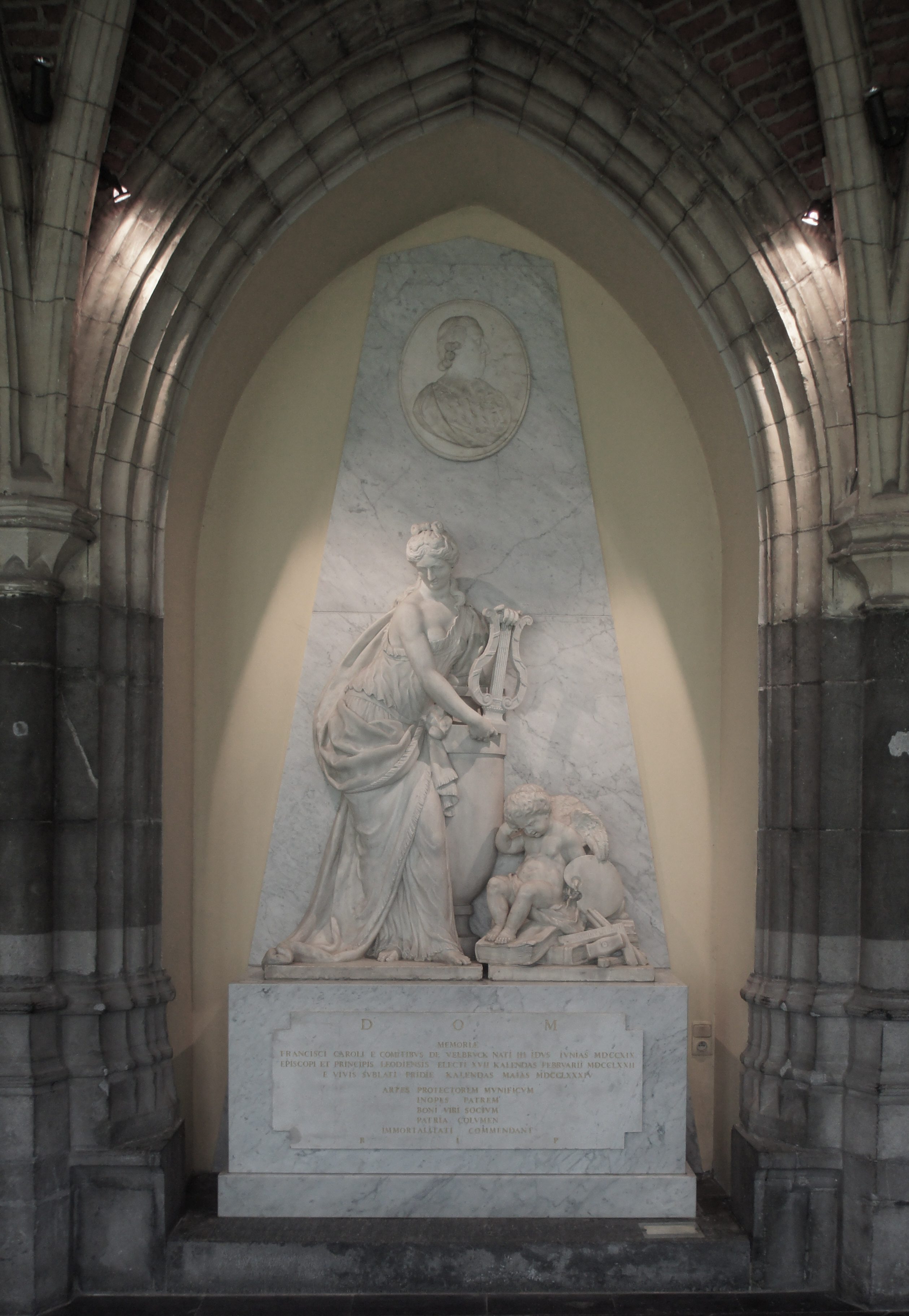
Monument De Velbrück
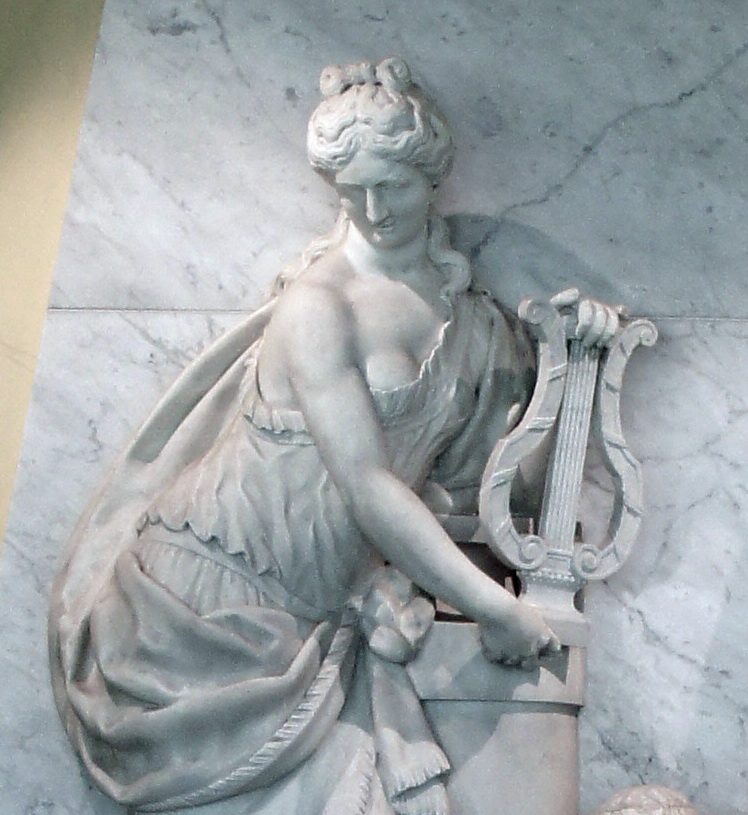
Detail grafmonument
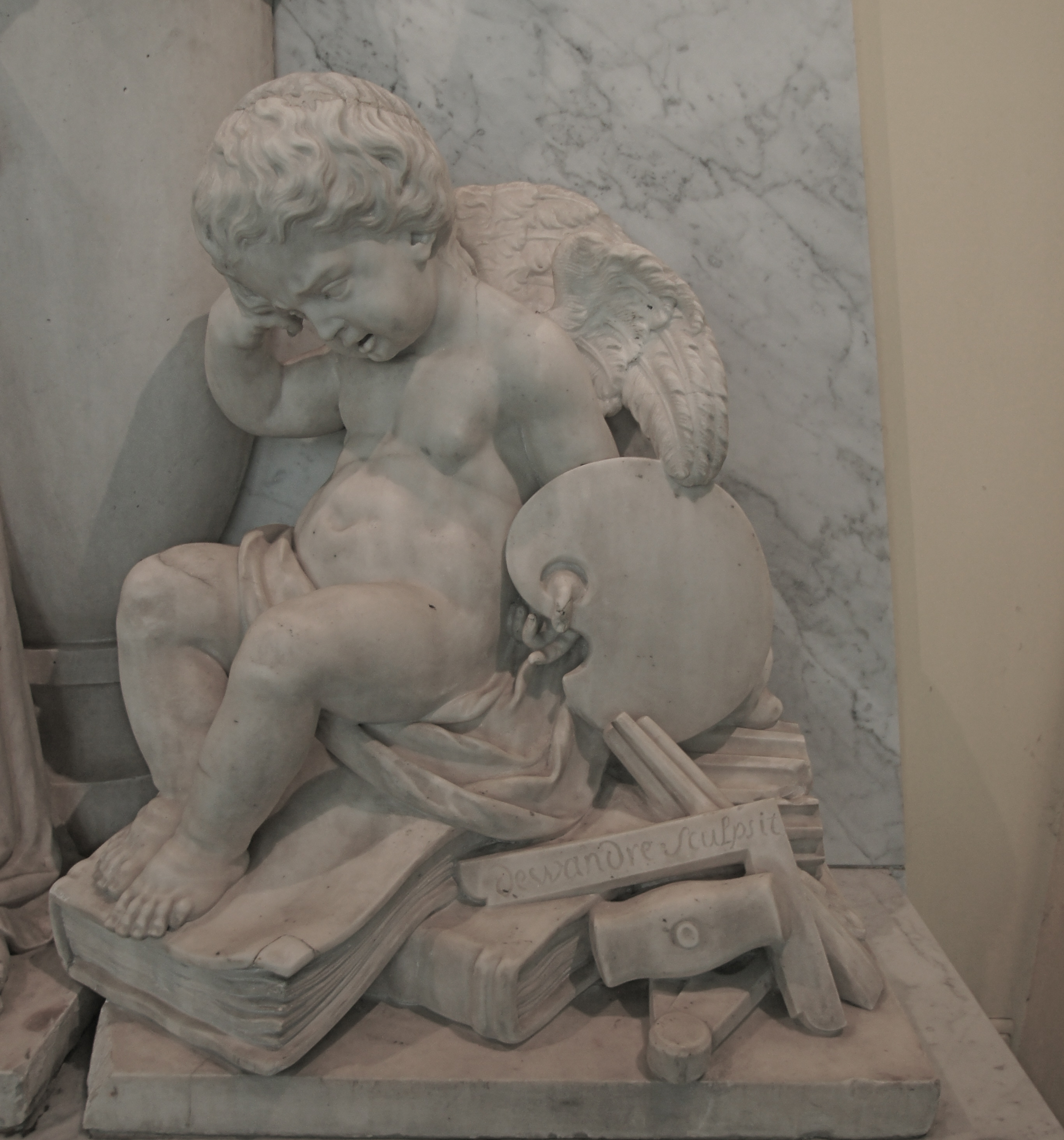
Detail grafmonument
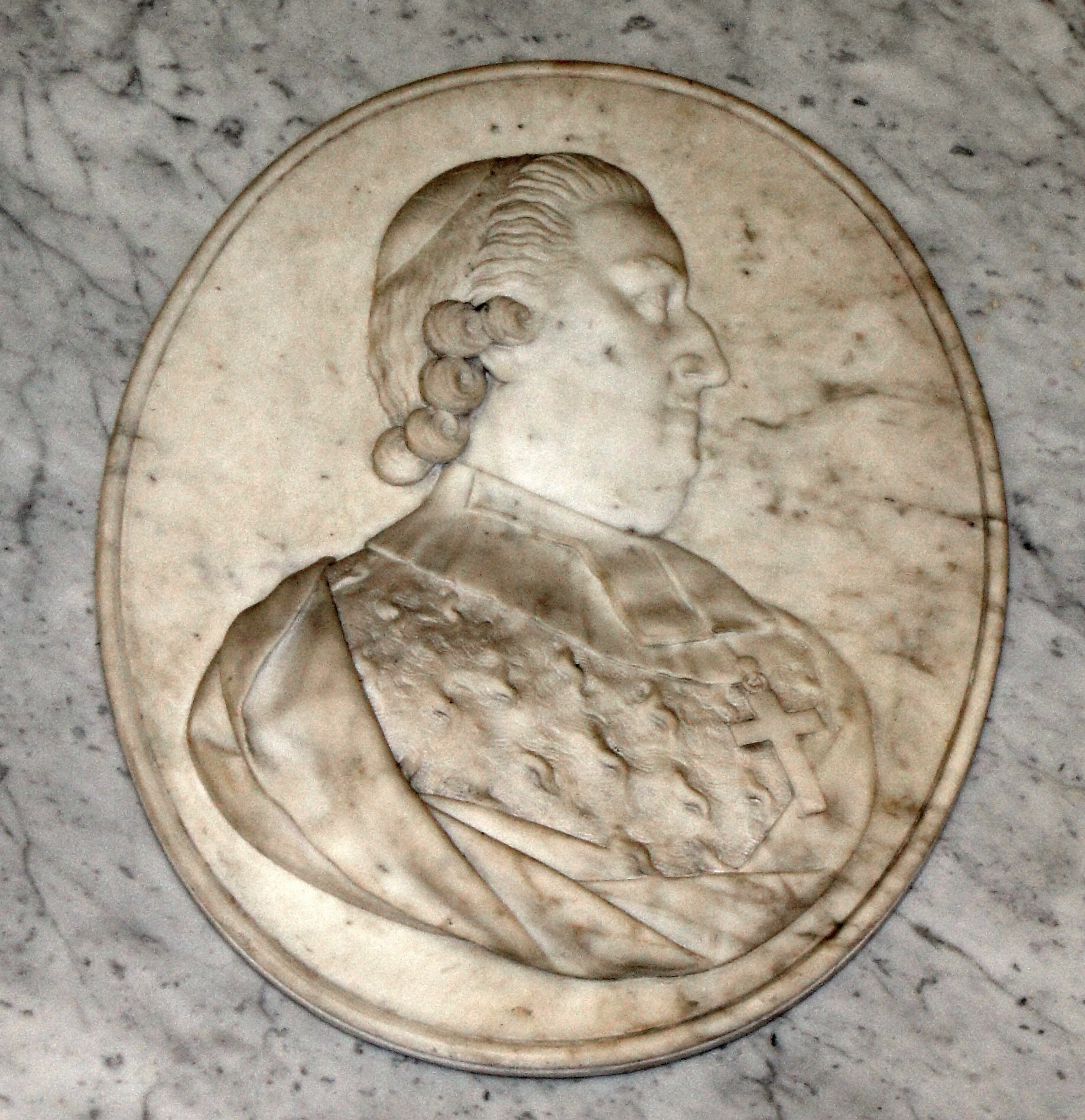
Detail grafmonument

- Biografisch Portaal: 10716009
- RKD-Nederlands Instituut voor Kunstgeschiedenis: 331233